# Стоян Маринов (футболист)
 Тази статия е за футболиста.  За книгоиздателя вижте Стоян Маринов (книгоиздател).  
Стоян Маринов – Чаната е български футболист, офанзивен полузащитник-крило. Роден е на 15 септември 1941 г. в село Сокол, Силистренско. Играл е за Доростол (1958 – 1961) и Дунав (1961 – 1976). Най-доброто крило на Дунав. Има 291 мача и 57 гола в А група за Дунав. Чаната е трети във вечната листа на Дунав за най-много реализирани голове в елита, пред него са Никола Йорданов със 133 и Никола Христов с 59. Финалист за Купата на Съветската армия през 1962 и 4 място в А РФГ през 1975 г. с Дунав. Има 4 мача за А националния отбор.
Чаната е флангови футболист с уникален демараж, корав нрав и шеметна бързина. Такъв играч трудно може да бъде спрян с позволени средства, защото е като тайфун, като ураган. „Той беше русенският Тодор Диев“, каза веднъж пред „Утро“ легендата на Ботев (Пловдив) Динко Дерменджиев-Чико. През последните години легендарният футболист работи като председател на комисията към ОС на БФС-Русе.